# 1967年ベルギーグランプリ
1967年ベルギーグランプリ (1967 Belgian Grand Prix) は、1967年のF1世界選手権第4戦として、1967年6月18日にスパ・フランコルシャンで開催された。
レースは28周で行われ、イーグルのダン・ガーニーが予選2番手から優勝し、BRMのジャッキー・スチュワートが2位、フェラーリのクリス・エイモンが3位となった。
ガーニーのイーグルでの勝利はインディ500を除くと、アメリカで制作されたF1マシンによる唯一の優勝で、アメリカ国籍のコンストラクターによる初めての優勝である。そして、アメリカ人によるアメリカ車によるF1初勝利でもあり、チームオーナー兼ドライバーとして優勝した唯一のアメリカ人でもある。

## レース概要

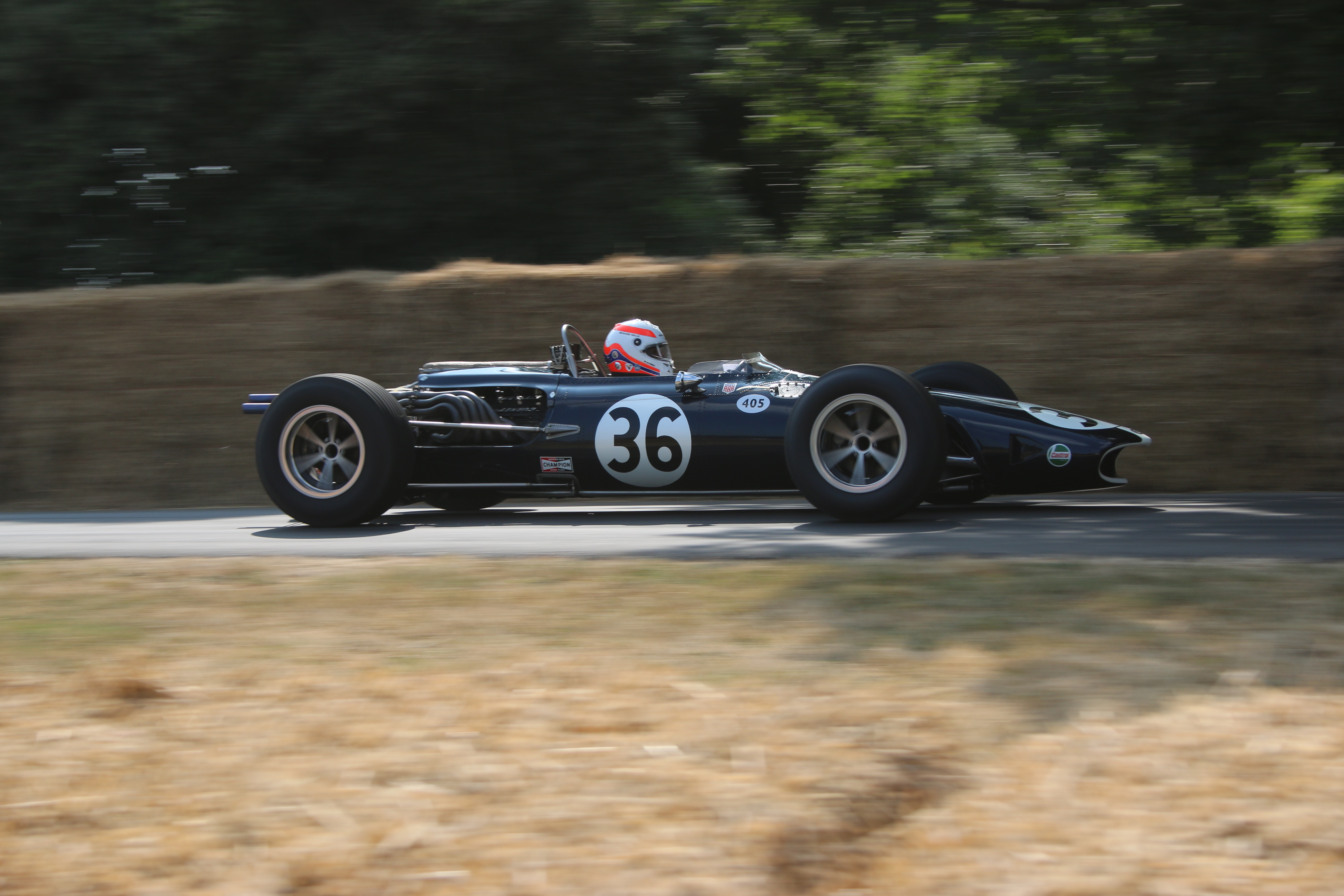
アメリカ車でF1初勝利を挙げたイーグル・T1G（2018年のグッドウッド・フェスティバル・オブ・スピードにて）

ポールポジションからスタートしたジム・クラークは11周の間首位をキープし、クラークを追うジャッキー・スチュワートとダン・ガーニーに20秒の差を付けていた。しかし、クラークはプラグの交換によりピットインを強いられ、交換に2分を要した。これでスチュワートが首位に立ち、ガーニーが燃圧の問題でピットインを強いられ20秒をロスしたため盤石なリードを築いた。しかし、スチュワートもギアシフトに不調を抱え、ガーニーはファステストラップを記録してスチュワートに迫り、残り8周でスチュワートを抜いてトップに立ち、美しいマグネシウムとチタニウムのイーグルが初勝利を挙げた。軽量で先進的なエアロダイナミクスを持つT1Gと、400bhp弱のウェスレイクV12エンジンによって高速化し、平均時速は1959年ドイツGPでトニー・ブルックスが記録した230.686 km/h (143.342 mph)を8年ぶりに上回る234.946 km/h (145.989 mph)の新記録を樹立し、バックストレートでは315 km/h (196 mph)を出した。
フェラーリのマイク・パークスは、1周目のブランシモンでスチュワートのBRMからこぼれた潤滑油によってコントロールを失いコースアウトし、マシンは横向きのままコースを滑り、パークスは外へ投げ出された。パークスは両足を複雑骨折し、医師は彼の足を切断することも検討した。1週間昏睡状態となったものの一命は取り止めたが、パークスのF1ドライバー生命は絶たれてしまった。この事故に大きなショックを受けたチームメイトで親友のルドビコ・スカルフィオッティは戦意を喪失してドライバー引退を考え、本レースをもってフェラーリを去った。一方、この事故を後方で見た同じチームメイトのクリス・エイモンは、最後までペドロ・ロドリゲスのクーパーを相手に激しいバトルを続け、3位表彰台を獲得した。1ヶ月前のモナコGPでロレンツォ・バンディーニが事故死したのに続き、相次いでドライバーが離脱したフェラーリは、この年抜擢された若いエイモンのみとなってしまった。
ホンダのジョン・サーティースは予選から燃料関係のトラブルが続出し、燃料バッグの破損によりガソリンが漏れ、徹夜で燃料バッグを交換する羽目となった。決勝では1周目でピストンが吹き抜けてしまい、早々とリタイアした。ホンダが1966年から1968年に使用した3リッターV12エンジンで、エンジン本体のメカニカルトラブルが発生したのは本レースと1968年イタリアグランプリの2回のみである。

## エントリーリスト
| チーム                                                      | No. | ドライバー                   | コンストラクター | シャシー | エンジン                         | タイヤ |
| ----------------------------------------------------------- | --- | ---------------------------- | ---------------- | -------- | -------------------------------- | ------ |
| スクーデリア・フェラーリ SpA SEFAC                          | 1   | クリス・エイモン             | フェラーリ       | 312/67   | フェラーリ 242 3.0L V12          | F      |
| スクーデリア・フェラーリ SpA SEFAC                          | 2   | ルドビコ・スカルフィオッティ | フェラーリ       | 312/67   | フェラーリ 242 3.0L V12          | F      |
| スクーデリア・フェラーリ SpA SEFAC                          | 3   | マイク・パークス             | フェラーリ       | 312/66   | フェラーリ 242 3.0L V12          | F      |
| ホンダ・レーシング                                          | 7   | ジョン・サーティース         | ホンダ           | RA273    | ホンダ RA273E 3.0L V12           | F      |
| オーウェン・レーシング・オーガニゼーション                  | 12  | マイク・スペンス             | BRM              | P83      | BRM P75 3.0L H16                 | G      |
| オーウェン・レーシング・オーガニゼーション                  | 14  | ジャッキー・スチュワート     | BRM              | P83      | BRM P75 3.0L H16                 | G      |
| アングロ・アメリカン・レーサーズ                            | 16  | ボブ・ボンデュラント 1       | イーグル         | T1G      | ウェスレイク 58 3.0L V12         | G      |
| アングロ・アメリカン・レーサーズ                            | 36  | ダン・ガーニー               | イーグル         | T1G      | ウェスレイク 58 3.0L V12         | G      |
| アングロ・アメリカン・レーサーズ                            | 37  | A.J.フォイト 2               | イーグル         | T1G      | ウェスレイク 58 3.0L V12         | G      |
| レグ・パーネル・レーシング                                  | 18  | クリス・アーウィン           | BRM              | P261     | BRM P56 2.0L V8                  | F      |
| DWレーシング・エンタープライゼス                            | 19  | ボブ・アンダーソン           | ブラバム         | BT11     | クライマックス FPF 2.8L L4       | F      |
| チーム・ロータス                                            | 21  | ジム・クラーク               | ロータス         | 49       | フォード・コスワース DFV 3.0L V8 | F      |
| チーム・ロータス                                            | 22  | グラハム・ヒル               | ロータス         | 49       | フォード・コスワース DFV 3.0L V8 | F      |
| ブラバム・レーシング・オーガニゼーション                    | 25  | ジャック・ブラバム           | ブラバム         | BT24     | レプコ 740 3.0L V8               | G      |
| ブラバム・レーシング・オーガニゼーション                    | 26  | デニス・ハルム               | ブラバム         | BT19     | レプコ 740 3.0L V8               | G      |
| クーパー・カー・カンパニー                                  | 29  | ヨッヘン・リント             | クーパー         | T81B     | マセラティ 10/F1 3.0L V12        | F      |
| クーパー・カー・カンパニー                                  | 30  | ペドロ・ロドリゲス           | クーパー         | T81      | マセラティ 9/F1 3.0L V12         | F      |
| ギ・リジェ                                                  | 32  | ギ・リジェ                   | クーパー         | T81      | マセラティ 9/F1 3.0L V12         | D      |
| ロブ・ウォーカー/ジャック・ダーラッシャー・レーシングチーム | 34  | ジョー・シフェール           | クーパー         | T81      | マセラティ 9/F1 3.0L V12         | F      |
| ヨアキム・ボニエ・レーシングチーム                          | 39  | ヨアキム・ボニエ             | クーパー         | T81      | マセラティ 9/F1 3.0L V12         | F      |
| ソース:                                                     |     |                              |                  |          |                                  |        |

追記
- ^1 - エントリーしたが出場せず[13]
- ^2 - 他のレースに出場するため欠場[13]

## 結果

### 予選
| 順位    | No. | ドライバー                   | コンストラクター        | タイム | 差    | グリッド |
| ------- | --- | ---------------------------- | ----------------------- | ------ | ----- | -------- |
| 1       | 21  | ジム・クラーク               | ロータス-フォード       | 3:28.1 | -     | 1        |
| 2       | 36  | ダン・ガーニー               | イーグル-ウェスレイク   | 3:31.2 | +3.1  | 2        |
| 3       | 22  | グラハム・ヒル               | ロータス-フォード       | 3:32.9 | +4.8  | 3        |
| 4       | 29  | ヨッヘン・リント             | クーパー-マセラティ     | 3:34.3 | +6.2  | 4        |
| 5       | 1   | クリス・エイモン             | フェラーリ              | 3:34.3 | +6.2  | 5        |
| 6       | 14  | ジャッキー・スチュワート     | BRM                     | 3:34.8 | +6.7  | 6        |
| 7       | 25  | ジャック・ブラバム           | ブラバム-レプコ         | 3:35.0 | +6.9  | 7        |
| 8       | 3   | マイク・パークス             | フェラーリ              | 3:36.6 | +8.5  | 8        |
| 9       | 2   | ルドビコ・スカルフィオッティ | フェラーリ              | 3:37.7 | +9.6  | 9        |
| 10      | 7   | ジョン・サーティース         | ホンダ                  | 3:38.4 | +10.3 | 10       |
| 11      | 12  | マイク・スペンス             | BRM                     | 3:38.5 | +10.4 | 11       |
| 12      | 39  | ヨアキム・ボニエ             | クーパー-マセラティ     | 3:39.1 | +11.0 | 12       |
| 13      | 30  | ペドロ・ロドリゲス           | クーパー-マセラティ     | 3:39.5 | +11.4 | 13       |
| 14      | 26  | デニス・ハルム               | ブラバム-レプコ         | 3:40.3 | +12.2 | 14       |
| 15      | 17  | クリス・アーウィン           | BRM                     | 3:44.4 | +16.3 | 15       |
| 16      | 34  | ジョー・シフェール           | クーパー-マセラティ     | 3:45.4 | +17.3 | 16       |
| 17      | 19  | ボブ・アンダーソン           | ブラバム-クライマックス | 3:49.5 | +21.4 | 17       |
| 18      | 32  | ギ・リジェ                   | クーパー-マセラティ     | 4:01.2 | +33.1 | 17       |
| ソース: |     |                              |                         |        |       |          |

### 決勝
| 順位    | No. | ドライバー                   | コンストラクター        | 周回数 | タイム/リタイア原因 | グリッド | ポイント |
| ------- | --- | ---------------------------- | ----------------------- | ------ | ------------------- | -------- | -------- |
| 1       | 36  | ダン・ガーニー               | イーグル-ウェスレイク   | 28     | 1:40:49.4           | 2        | 9        |
| 2       | 14  | ジャッキー・スチュワート     | BRM                     | 28     | +1:03.0             | 6        | 6        |
| 3       | 1   | クリス・エイモン             | フェラーリ              | 28     | +1:40.0             | 5        | 4        |
| 4       | 29  | ヨッヘン・リント             | クーパー-マセラティ     | 28     | +2:13.9             | 4        | 3        |
| 5       | 12  | マイク・スペンス             | BRM                     | 27     | +1 Lap              | 11       | 2        |
| 6       | 21  | ジム・クラーク               | ロータス-フォード       | 27     | +1 Lap              | 1        | 1        |
| 7       | 34  | ジョー・シフェール           | クーパー-マセラティ     | 27     | +1 Lap              | 16       |          |
| 8       | 19  | ボブ・アンダーソン           | ブラバム-クライマックス | 26     | +2 Laps             | 17       |          |
| 9       | 30  | ペドロ・ロドリゲス           | クーパー-マセラティ     | 25     | エンジン            | 13       |          |
| 10      | 32  | ギ・リジェ                   | クーパー-マセラティ     | 25     | +3 Laps             | 18       |          |
| NC      | 2   | ルドビコ・スカルフィオッティ | フェラーリ              | 24     | 規定周回数不足      | 9        |          |
| Ret     | 25  | ジャック・ブラバム           | ブラバム-レプコ         | 15     | エンジン            | 7        |          |
| Ret     | 26  | デニス・ハルム               | ブラバム-レプコ         | 14     | エンジン            | 14       |          |
| Ret     | 39  | ヨアキム・ボニエ             | クーパー-マセラティ     | 10     | エンジン            | 12       |          |
| Ret     | 22  | グラハム・ヒル               | ロータス-フォード       | 3      | クラッチ            | 3        |          |
| Ret     | 7   | ジョン・サーティース         | ホンダ                  | 1      | エンジン            | 10       |          |
| Ret     | 17  | クリス・アーウィン           | BRM                     | 1      | エンジン            | 15       |          |
| Ret     | 3   | マイク・パークス             | フェラーリ              | 0      | アクシデント        | 8        |          |
| ソース: |     |                              |                         |        |                     |          |          |

ファステストラップ
- ダン・ガーニー - 3:31.9（19周目）

ラップリーダー
- ジム・クラーク - 12周 (Lap 1-12)
- ジャッキー・スチュワート - 8周 (Lap 13-20)
- ダン・ガーニー - 8周 (Lap 21-28)

## 第4戦終了時点のランキング
|         | 順位 | ドライバー         | ポイント |
| ------- | ---- | ------------------ | -------- |
|         | 1    | デニス・ハルム     | 16       |
|         | 2    | ペドロ・ロドリゲス | 11       |
| 2       | 3    | クリス・エイモン   | 11       |
| 1       | 4    | ジム・クラーク     | 10       |
| 13      | 5    | ダン・ガーニー     | 9        |
| ソース: |      |                    |          |

|         | 順位 | コンストラクター      | ポイント |
| ------- | ---- | --------------------- | -------- |
|         | 1    | ブラバム-レプコ       | 18       |
|         | 2    | クーパー-マセラティ   | 14       |
| 1       | 3    | フェラーリ            | 11       |
| 1       | 4    | ロータス-フォード     | 10       |
| 6       | 5    | イーグル-ウェスレイク | 9        |
| ソース: |      |                       |          |

- 注:  トップ5のみ表示。前半6戦のうちベスト5戦及び後半5戦のうちベスト4戦がカウントされる。